# NGC 1568A
NGC 1568A est une galaxie lenticulaire située dans la constellation de l'Éridan. Sa vitesse par rapport au fond diffus cosmologique est de 4 549 ± 45 km/s, ce qui correspond à une distance de Hubble de 67,1 ± 4,8 Mpc (∼219 millions d'al). Elle a été découverte par l'astronome américain Lewis Swift en 1885. Notons que NGC 1568A est désignée comme étant NGC 1568-1 et sa voisine PGC 15034 (voir l'image de SDSS) comme étant NGC 1568-1 sur le site de SEDS. C'est la base de données NED qui désigne PGC 15034 comme étant NGC 1568A.

## Collision entre NGC 1568 et PGC 15034
Ces deux galaxies sont à la même distance de la Voie lactée. Comme le montre l'image prise par SDSS, la longue queue de PGC 15034 s'étend jusqu'à l'intérieur de NGC 1568. Cette queue est le produit d'une récente collision entre les deux galaxies.